# Heinz Nixdorf

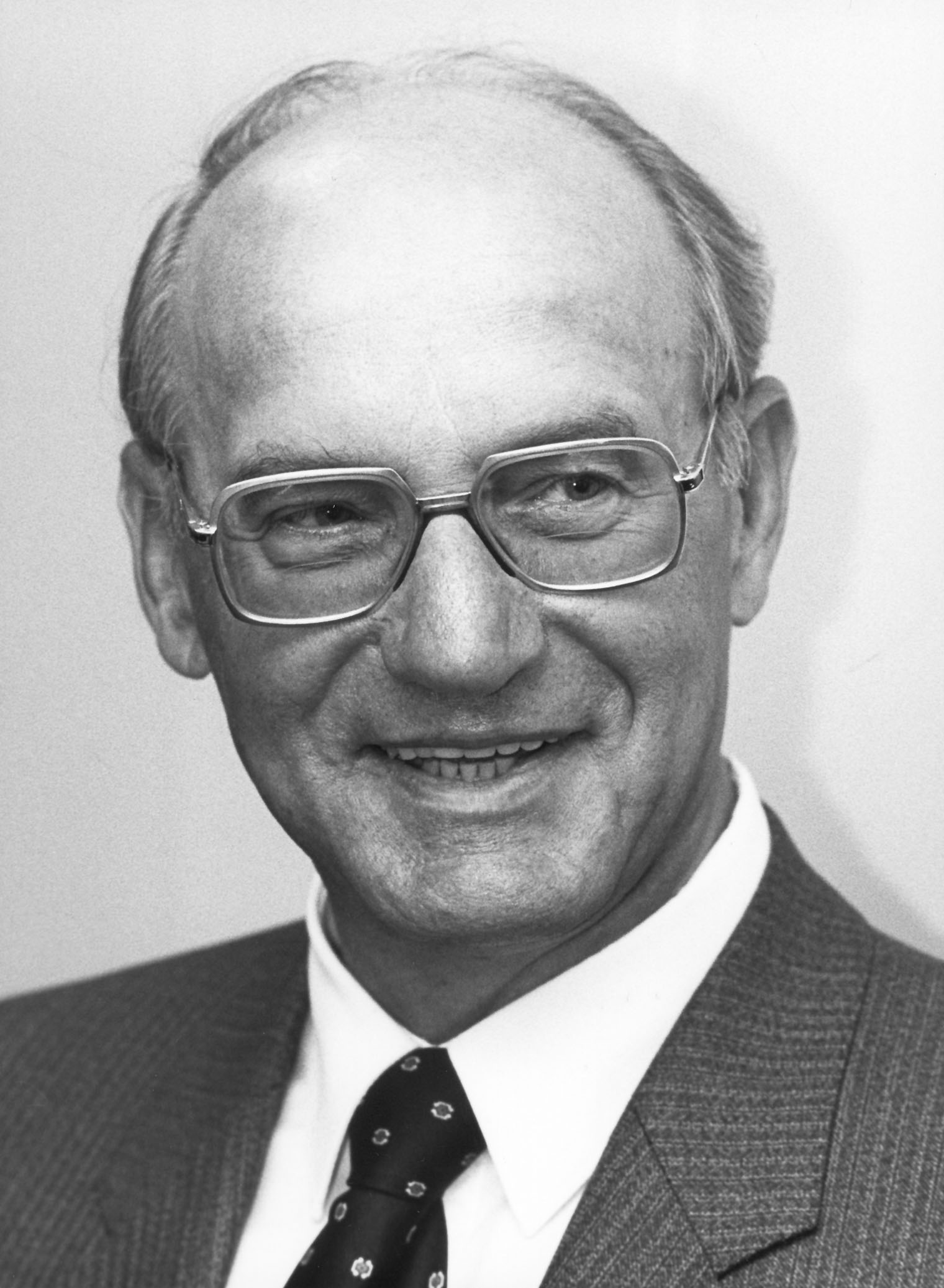
Heinz Nixdorf

Heinz Nixdorf (* 9. April 1925 in Paderborn; † 17. März 1986 in Hannover) war ein deutscher Computerpionier und Unternehmer.
1952 gründete Nixdorf mit 27 Jahren als mittelloser Physikstudent aus wirtschaftlich einfachen Verhältnissen seine erste Computerfirma, die er später als Nixdorf AG zu einem internationalen und weltweit tätigen Elektronikkonzern mit knapp vier Milliarden D-Mark Umsatz führte. Seine Kleinrechner stießen im aufkommenden Computerzeitalter in eine Marktlücke vor und konnten sich gegen die Großrechner der Konkurrenz behaupten. Damit galt Nixdorf als einer der Gründungsunternehmer, die in den 1950er bis 1970er Jahren als Symbol für das deutsche Wirtschaftswunder standen. Nixdorf war ein ehrgeiziger Sportler und für die qualifizierte Ausbildung seiner Arbeitnehmer bekannt.

## Frühe Kindheit und Jugend
Nixdorf wurde als ältestes von fünf Kindern des Eisenbahners Walter Nixdorf (1901–1944) und dessen Frau Änne, geb. Ströhmeier (1901–1992), in Paderborn geboren. Der Vater stammte aus Torgau in Sachsen, wohin die Familie kurz nach der Geburt von Nixdorf übersiedelte. Sie kehrte erst 1931 nach Paderborn zurück. Als Nixdorf sechs Jahre alt war, wurde er in eine katholische Volksschule eingeschult. Schon hier zeigte er eine Begabung für Mathematik und Naturwissenschaften.
Der Vater war als Geschäftsreisender tätig und bekam in Paderborn erst 1939 eine feste Stelle bei der Reichsbahn. Durch die zeitweilige Arbeitslosigkeit des Vaters in den 1920er- und 1930er-Jahren war Nixdorfs Jugend durch materielle Armut geprägt. In seinen Erinnerungen formulierte er:

„Aber die Verhältnisse von 1935 sind noch in wesentlichen Punkten in meiner Erinnerung. Mein Vater war damals noch arbeitslos und ich konnte deshalb als ältestes von fünf Kindern die höhere Schule nicht besuchen. Ich habe geweint, weil ich nicht zur höheren Schule durfte.“

Diese erlebte finanzielle Not aufgrund der Arbeitslosigkeit prägte auch den späteren Unternehmer Nixdorf, der seine Erfolgszahlen gerne mit Schaffung von neuen Arbeitsplätzen ergänzte. Erst ein Stipendium aufgrund seiner guten Schulleistungen ermöglichte von 1939 bis 1942 den Besuch von Lehrerbildungsanstalten in Vallendar bei Koblenz, darauf in Boppard am Rhein und schließlich in Alfeld (Leine). Nixdorf jedoch fühlte sich eingeengt, er wollte kein Lehrer werden. Seine Mutter und seine Lehrer ließen sich jedoch nicht überzeugen. Letztlich schrieb Nixdorf eine Eingabe an das Kultusministerium in Berlin. Von dort erhielt er 1941 die Erlaubnis, das Reismann-Gymnasium in Paderborn zu besuchen. Nixdorf hatte sich durchgesetzt. 1943 kam er zum Reichsarbeitsdienst und wurde anschließend zur Luftwaffenschule auf dem Ith im Weserbergland eingezogen. Am 1. Juni 1943 beantragte er die Aufnahme in die NSDAP und wurde rückwirkend zum 20. April desselben Jahres aufgenommen (Mitgliedsnummer 9.595.797). Hier kam das sportliche Talent von Nixdorf und seine Freude am Wettbewerb zum Tragen und er machte alle drei Segelflugzeugscheine. Die Luftwaffenschule wurde 1944 aufgelöst, Nixdorf kam zur Panzer-Division Hermann Göring. Gegen Ende des Zweiten Weltkriegs konnte er sich einer Gefangennahme nach der Niederlage seiner Division in Böhmen entziehen und kehrte nach Kriegsende im Mai 1945 nach Paderborn zurück. Sein Vater war bereits 1944 an der Ostfront gefallen. Daher musste Nixdorf als Zwanzigjähriger und als ältestes männliches Familienmitglied helfen, die sechsköpfige Familie zu ernähren, indem er in der Landwirtschaft arbeitete. Erst im Jahr 1947 konnte er das Abitur am Reismann-Gymnasium ablegen.

## Ausbildung
Mithilfe eines Stipendiums studierte Nixdorf von 1947 an der Johann-Wolfgang-Goethe-Universität Frankfurt am Main angewandte Physik und belegte Seminare in Betriebswirtschaftslehre. 1951 bekam er in der Entwicklungsabteilung der deutschen Tochtergesellschaft des amerikanischen Büromaschinenhersteller Remington Rand Corp. eine Anstellung als Werkstudent, wo er an der Entwicklung einfacher Zählgeräte, sogenannter Multiplikations- und Saldierwerke, mitwirkte und Grundkenntnisse über den Bau dieser einfachen Rechner erlernte. Nixdorf lernte hier den Physiker und Leiter der Entwicklungsabteilung Walter Sprick kennen und wurde sein Gehilfe. Als Sprick das Unternehmen verließ, weil Remington seine Entwicklungen nicht mehr unterstützte, überließ dieser Nixdorf seine Erfindungen und sein Patent. Nixdorf entwickelte daraus Systeme wie den Elektronensaldierer und den Elektronenmultiplizierer.

## Unternehmerische Laufbahn

### Unternehmensgründung

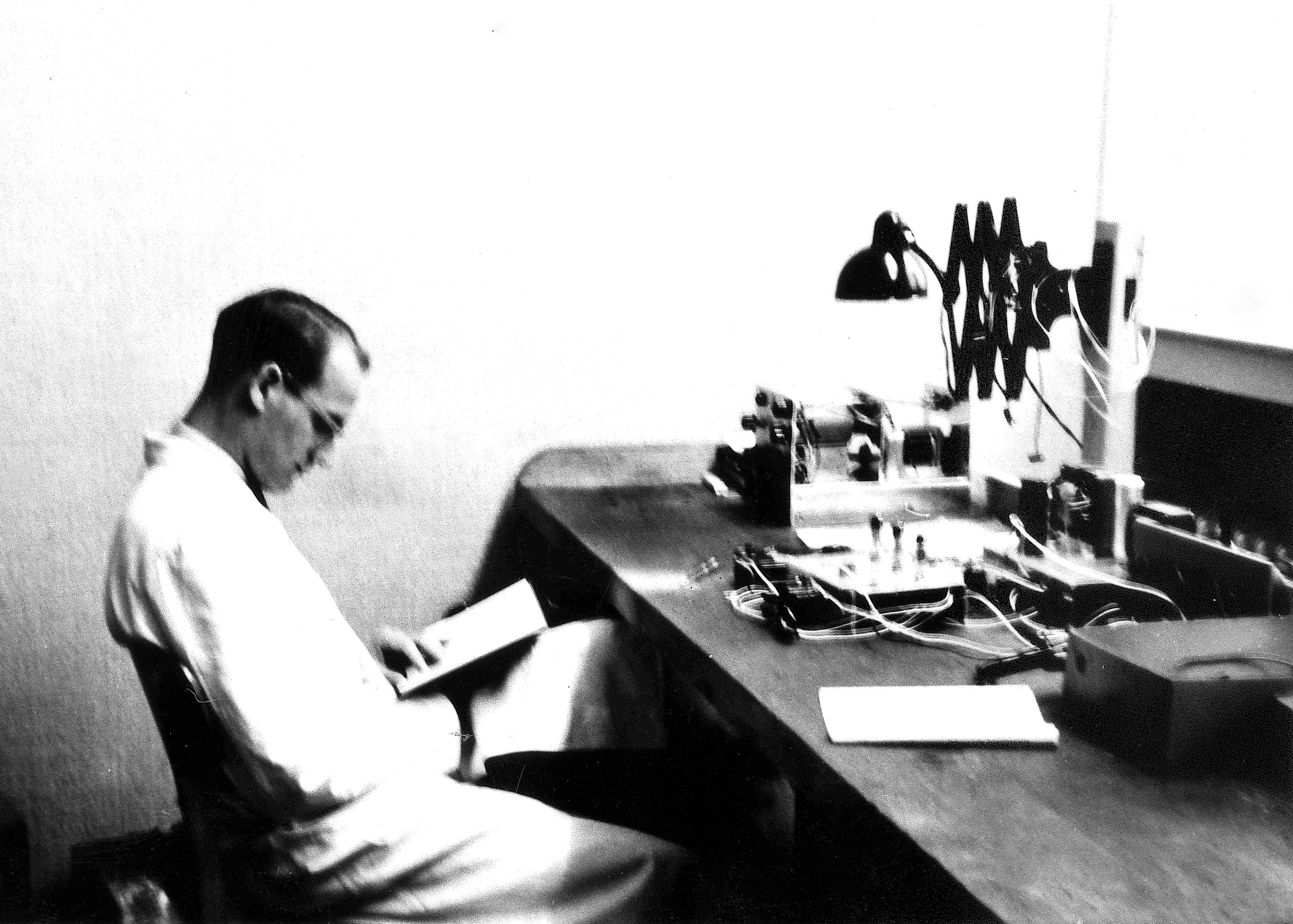
Heinz Nixdorf in seinem Labor für Impulstechnik im Keller der RWE-Verwaltung in Essen, 1952

Nixdorf war von dem Konzept seiner Rechner auf der Basis von Elektronenröhren überzeugt und stellte es mehreren Großunternehmen in Nordrhein-Westfalen vor. Dank seiner begeisternden Art gelang es ihm dann, den Leiter der Lochkartenabteilung („Hollerith-Abteilung“, siehe auch: Tabelliermaschine) bei der RWE (Rheinisch-Westfälische Elektrizitätswerk AG) in Essen zu überzeugen, dass dieser ihn bei dem Bau einer Rechenmaschine mit Elektronenröhren unterstützte. Er bekam 30.000 Mark von der RWE (für 50.000 Mark bekam man damals ein einfaches Reihenhaus), allerdings musste sich sein ehemaliger Lehrer Walter Sprick für die Summe verbürgen. Nixdorf brach sein Physikstudium im neunten Semester ab. Mit dem Startkapital und dem Entwicklungsauftrag der RWE konnte er 1952 das Heinz Nixdorf Labor für Impulstechnik (LFI) in Essen gründen, das sich in den Kellerräumen der RWE-Verwaltung befand.
Als seinen ersten Mitarbeiter stellte er am 1. September 1952 den gelernten Radio- und Fernsehtechniker Alfred Wierzoich für die Entwicklung ein. Finanziell wurden sie mit weiteren 10.000 DM durch einen Freund unterstützt. Anfang 1954 wurde für die Buchhaltung der RWE der erste Elektronenrechner auf Basis von Elektronenröhren ausgeliefert. Die sogenannte ES konnte auf Lochkarten gespeicherte Daten verarbeiten und war der erste in Deutschland gebaute Röhrencomputer. In schneller Folge gab es Weiterentwicklungen, die immer wieder bei RWE eingesetzt wurden. Das junge Unternehmen entwickelte sich nun in großen Schritten, sodass Nixdorf schon 1954 gezwungen war, die Raumkapazitäten zu erweitern und weitere Räume in der Nähe der RWE anzumieten. Damit begann er sich aus der engen Zusammenarbeit mit RWE zu lösen. Sein Personal wuchs, jedoch stellte Nixdorf erst 1958 einen Entwicklungsingenieur ein. Bis dahin hatte er die Entwicklungen immer selber verantwortet. Seine Produkte erweiterten sich von den Rechenmaschinen für RWE zum Zulieferer von elektronischen Rechenwerken.
Den Markt für Informationstechnik beherrschten in der Zeit Weltfirmen wie IBM mit Großrechnern. Nixdorf sah in seinen kleinen Rechenmaschinen die Möglichkeit, mittelständische Unternehmen mit Buchungs- und Rechenmaschinen zu unterstützen. Bei der Entwicklung und später half ihm wieder sein Kollege Sprick aus seiner Zeit als Werkstudent. Trotz häufig auftretender finanzieller Engpässe gelang es Nixdorf, seine Firma und deren Produkte am Markt zu etablieren. Seine Firma wurde zum Zulieferer elektronischer Rechenwerke für bedeutende Büromaschinenhersteller wie die Exacta Büromaschinen GmbH, ab 1963 die Wanderer-Werke in Köln und die Compagnie des Machines Bull in Paris.

### Neuer Standort Paderborn
1959 verlegte Nixdorf den Firmensitz in seine Heimatstadt Paderborn. Hier hatte er mehr Raum, um seine Firma weiter auszubauen. Zudem konnte er das niedrigere Lohnniveau und das größere Arbeitskräftereservoir in der westfälischen Mittelstadt nutzen. Nixdorf begann dort 1961 mit 50 Mitarbeitern seine Firma aufzubauen.

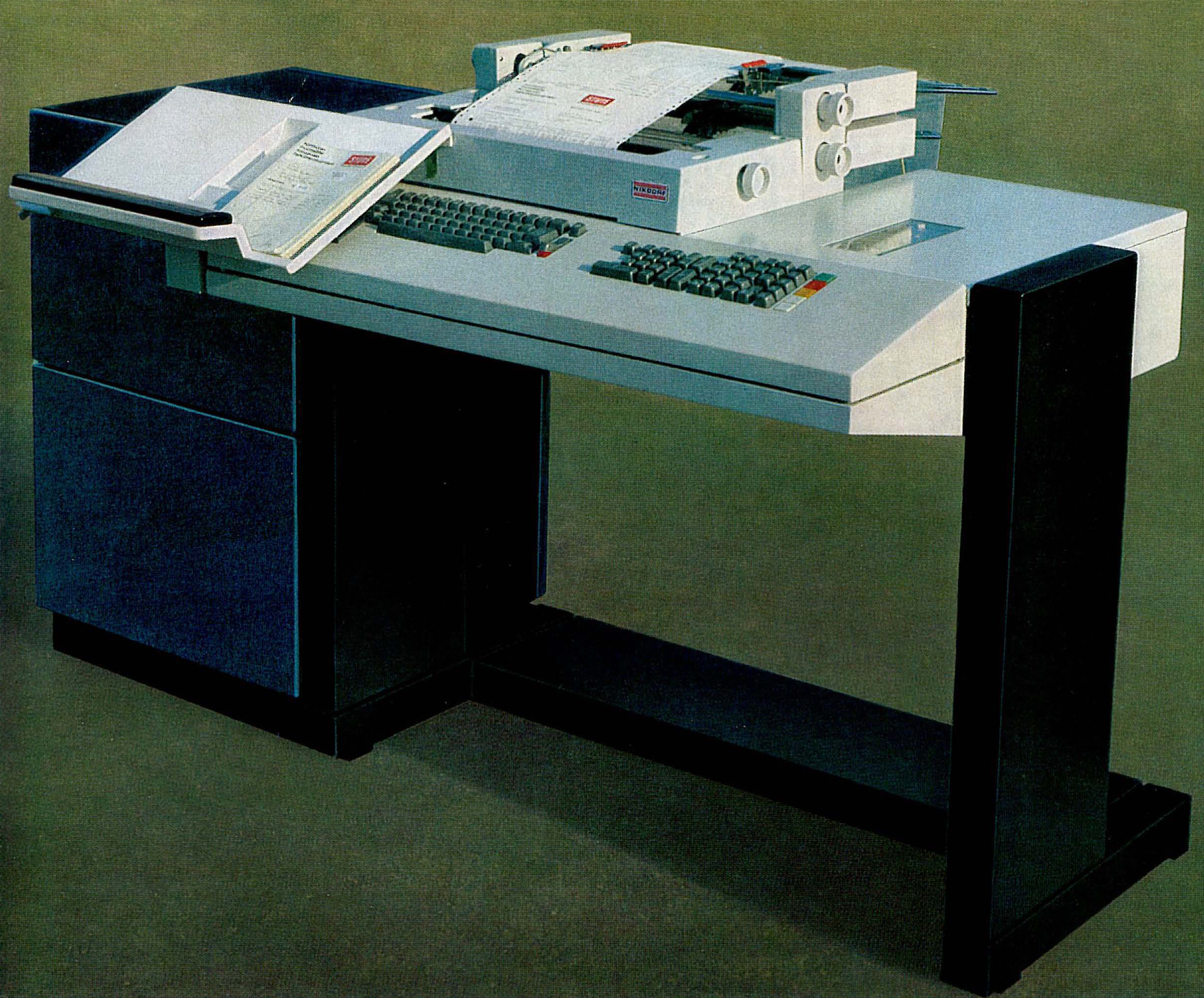
Der Nixdorf System 820 von 1968

Das Labor für Impulstechnik war aber nach wie vor ein Zulieferer, der von seinen Kunden abhängig war. Als es bei den Wanderer-Werken zu weniger Bestellungen kam, gleichzeitig der französische Hersteller Bull finanzielle Schwierigkeiten hatte und viel weniger Geräte vom Labor für Impulstechnik abrief, kam es aufgrund der Überkapazität in ernste Schwierigkeiten. Nixdorf brauchte neue Kunden und ein neues Produkt. In dieser Phase bekam er von Kienzle-Apparate GmbH in Villingen das Angebot, dort die Entwicklungsabteilung zu übernehmen, wenn Kienzle gleichzeitig das Labor für Impulstechnik in ihre Firma integrieren konnte. Zu dieser Zeit kämpfte Nixdorf um die Unabhängigkeit: „Eine Niederlage einzustecken, war so ziemlich das Schlimmste, was es gab.“
Nixdorf holte sich Otto Müller, einen Entwicklungsingenieur, der ihm bei einer Hannover-Messe aufgefallen war. Dieser bekam die Möglichkeit, seine eigene Idee von einem eigenständigen Rechner umzusetzen und ihn zu entwickeln. Doch Nixdorf zögerte, als es um die Umsetzung ging. Er zweifelte daran, ob Müller dieser Aufgabe gewachsen war. Nixdorf selbst verstand nichts von der Mikroprogrammsteuerung. Erst das Eingreifen der Frau von Otto Müller half Nixdorf zu der Entscheidung für den neuen Tischrechner.
1965 wurde der Tischrechner, die Wanderer Logatronic, auf der Hannover Messe vorgestellt. Die nach modularen Gesichtspunkten konstruierte Logatronic war der erste auf Halbleitern basierende Kleincomputer. Technisch war dies eine Revolution. Die Firma Nixdorf entwickelte ihn ab 1967 zum Nixdorf Universalcomputer Nixdorf System 820 weiter. Dieser Kleincomputer besaß einen Magnetkernspeicher, integrierte Tastatur und eine Schreibmaschine zur Datenausgabe. Er war frei programmierbar und begründete Nixdorfs Ruf als Pionier der dezentralen elektronischen Datenverarbeitung. Ihn produzierten neben den Wanderer-Werken auch die Kienzle-Apparate GmbH in Villingen und die Ruf-Buchhaltung Hegnauer & Heilmann in Karlsruhe, die ihn unter jeweils eigenem Namen deutschlandweit vertrieben. Durch den Erfolg bestärkt, begann Nixdorf gleichzeitig 1967 mit dem Aufbau eines eigenen Vertriebsnetzes und konnte so seine Produkte bei mittelständischen Wirtschaftsunternehmen sehr gut an die Kunden bringen. Nixdorf hatte seine Marktlücke gefunden und sich vom Zulieferer zum eigenständigen Produzenten von Rechenmaschinen entwickelt.

### Gründung der Nixdorf Computer AG

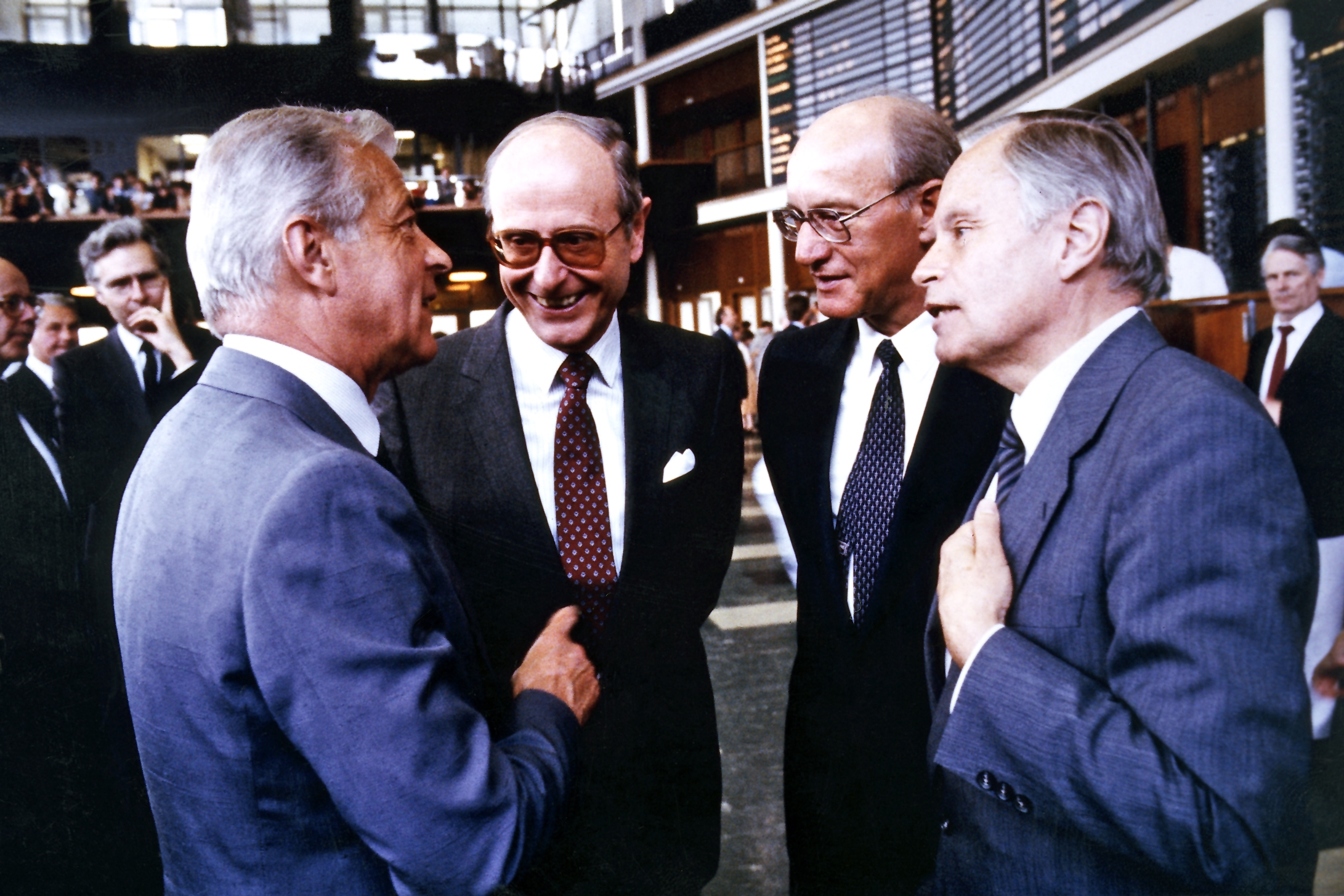
Einführung der Aktien der Nixdorf Computer AG an der Düsseldorfer Börse im Jahr 1984. Im Gespräch Wilhelm Christians (Vorstandssprecher Deutsche Bank), Herbert Zapp (Vorstandsmitglied Deutsche Bank), Heinz Nixdorf und Gerhard Schmidt (Aufsichtsratsvorsitzender NCAG).

Unternehmenslogo der Nixdorf Computer AG

Im April 1968 übernahm Nixdorf die Aktienmehrheit an der Wanderer AG. Der Kaufpreis von acht Millionen D-Mark konnte weitgehend aus den zuvor gebildeten Rücklagen entnommen werden. Zum 1. Oktober desselben Jahres erfolgte der Zusammenschluss zwischen den ehemaligen Wanderer-Werken und dem Labor für Impulstechnik (LFI) zur Nixdorf Computer AG (NCAG) mit Sitz in Paderborn.
Mit der Übernahme der Wanderer-Werke besaß Nixdorf nun nicht mehr nur leistungsfähige Entwicklungs- und Produktionsabteilungen, sondern er verfügte auf einen Schlag über eine ganz Deutschland abdeckende Vertriebsstruktur. Zudem wurde Know-how im feinmechanischen und elektromechanischen Bereich übernommen.

### USA
Nach der Wanderer-Übernahme reiste Nixdorf in die USA. Er war auf der Suche nach neuen Vertriebsmöglichkeiten und fand dort einen Markt für elektronische Mini-Rechner für den Einsatz in Banken, Supermärkten, Industriebetrieben und Krankenkassen vor. Dies war ein Marktsegment, das die großen amerikanischen Computerhersteller für zu klein hielten und nicht beachteten.
Der Produktionsauftrag wurde von dem amerikanischen Büromaschinenunternehmen Victor Comptometer aus Chicago, einem Spezialisten für Rechenmaschinen, an die Wanderer-Werke erteilt. Es war ein Großauftrag von 10.000 Geräten im Wert von 100 Millionen D-Mark. Wanderer unter dem neuen Inhaber Nixdorf musste die Produktion erweitern.
Geliefert wurde ein schreibmaschinengroßer Rechenautomat mit dem Namen Conti, der alle vier Rechenarten bis auf zwölf Stellen nach dem Komma bewältigte. Es war die zweite Entwicklung nach dem „Nixdorf System 820“ von Nixdorf, der die Auffassung vertrat:

„Computer müssen so klein sein, daß sie in die linke untere Schublade eines Buchhalter-Schreibtisches passen.“

Victor Comptometer wurde anschließend von Nixdorf Computer übernommen und damit hatte Nixdorf auch eine amerikanische Tochterfirma. Mit dieser Übernahme in Amerika war es Nixdorf gelungen, gegen die Marktübermacht von amerikanischen Informatikfirmen im amerikanischen Markt Fuß zu fassen.
Neben dem innerdeutschen Ausbau des Vertriebsnetzes war die Nixdorf Computer AG 1972 bereits in 22 Ländern weltweit vertreten. Der Standort Paderborn wurde in der Folgezeit stetig ausgebaut. Am ehemaligen Unteren Frankfurter Weg, dem heutigen Heinz-Nixdorf-Ring, entstanden ab 1974 moderne Fertigungsstätten, die beinahe jährlich aufgrund des Unternehmenserfolges ausgebaut werden mussten. Die Hauptverwaltung wurde in den Paderauen – heute Heinz-Nixdorf-Aue – an der Fürstenallee errichtet und 1985 nochmals erweitert.

### Marktführer in Deutschland
1970 begann für die Nixdorf Computer AG die wirtschaftlich erfolgreichste Zeit. Sie wurde in den 1970ern Marktführer in Deutschland im Bereich der Mittleren Datentechnik und viertgrößter Computerhersteller in Europa mit Produktionsstätten in Deutschland, Irland, Spanien, USA und Singapur. Ab 1975 brachte die Nixdorf Computer AG eine neue Generation der Datenerfassungs- und Datenverarbeitungssysteme heraus: die 88xx-Reihe. Neben dem Datenverarbeitungssektor hatte die Nixdorf Computer AG seit 1971 kontinuierlich weitere Marktsektoren erschlossen.
Der eine Sektor betraf elektronische Kassensysteme und Bankenterminals. In Schweden konnte das zu der Zeit größte Datenverarbeitungsnetz mit Bankenterminals aus dem Hause Nixdorf realisiert werden. Der andere Sektor war der Bereich der Datenerfassungssysteme, wobei eine Datenspeicherung auf elektromagnetischen Bändern erfolgte und nicht mehr wie zuvor auf Lochkarten. 1978, ein Jahr nach dem 25-jährigen Betriebsjubiläum, überstieg der Gesamtumsatz erstmals die Milliarden-Mark-Grenze. Weltweit beschäftigte die Nixdorf Computer AG zu dem Zeitpunkt über 10.000 Mitarbeiter.
1985 stieg der Umsatz auf fast vier Milliarden D-Mark, der Gewinn belief sich auf 172 Millionen D-Mark. Beschäftigt waren zu diesem Zeitpunkt 23.300 Mitarbeiter in 44 Ländern. Das Folgejahr wurde überschattet durch den Tod des Unternehmensgründers. Am 17. März 1986 starb Nixdorf an den Folgen eines Herzinfarktes auf der Computermesse Cebit. Die Nachfolge trat noch im April 1986 der von Nixdorf favorisierte Vertriebschef Klaus Luft an.

## Nixdorf als Arbeitgeber
„Vor dem Himmel kommt das Leben auf Erden, und da gilt es, eine soziale Gesellschaft aufzubauen.“

Nixdorf hat viel persönliches Engagement und auch Geld in die praxisnahe Ausbildung seiner Lehrlinge investiert. Um die Lehrlinge für sein Unternehmen adäquat auszubilden, richtete er 1969 eine werkseigene Berufsschule ein. Seiner Meinung nach gingen junge Leute „in die öffentliche Berufsschule und lernen (dort) die Technik von vorgestern“. Die Berufsschule wurde so auf dem Gelände platziert, dass die Besucher immer erst durch die Produktionshallen mussten. So wurde die Anbindung an das reale Arbeitsleben gefördert. Aus dem Trägerverein ist 1972 das Bildungszentrum für informationsverarbeitende Berufe (b.i.b.) hervorgegangen.
Des Weiteren war nach einer Direktive von Nixdorf ab 1978 Sportunterricht für die Auszubildenden Pflicht. Zwei Stunden stellte er sie dafür von der Ausbildung frei – Konsequenz aus dem im gleichen Jahr erlittenen ersten Herzinfarkt von Nixdorf. Als Ansprechpartner im Bereich Sport stand auf persönliche Vermittlung von Nixdorf der Zehnkämpfer Kurt Bendlin, Gewinner der Bronzemedaille bei den Olympischen Spielen 1968 in Mexiko-Stadt, zur Verfügung. Um der Belegschaft Möglichkeiten zum Sporttreiben zu geben, errichtete Nixdorf 1984 den Ahorn-Sportpark auf dem Betriebsgelände der Nixdorf Computer AG. Der Sportpark stand auch der Paderborner Bürgerschaft zur Verfügung und kann bis heute kostenlos genutzt werden. Für Nixdorf waren die „Investitionen in Menschen auch wichtiger als in Maschinen.“
Sein Unternehmen organisierte er möglichst dezentral, um den Mitarbeitern eine Chance zu geben, ihre eigenen Fähigkeiten zu fördern und Verantwortung zu übernehmen.
Nixdorf hat als Unternehmer 1972 erstmals seine Mitarbeiter an dem Gewinn des Unternehmens beteiligt, zunächst in Gewinnbriefen, dann in Belegschaftsaktien. 1977 wurden zum 25-jährigen Firmenjubiläum 102.000 Vorzugsaktien kostenlos an die Mitarbeiter ausgegeben. Anschließend erhielt jeder Mitarbeiter in jedem Jahr zwei bis vier Aktien des Unternehmens.

## Konrad Zuse und Heinz Nixdorf

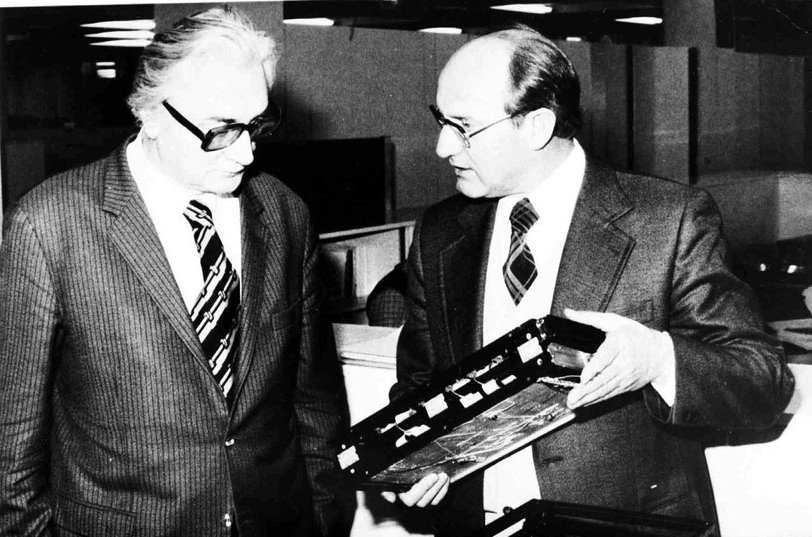
Konrad Zuse mit Heinz Nixdorf beim Besuch des Paderborner Werkes, 1984.

Konrad Zuse war immer wieder in Paderborn bei Nixdorf zu Gast. Das Verhältnis der beiden bedeutendsten deutschen Computerpioniere war von gegenseitigem Respekt und Wohlwollen geprägt. Am Markt waren die beiden Unternehmer keine Konkurrenten. Zuses Computer wurden in erster Linie im technisch-wissenschaftlichen Bereich – zeitweise auch wirtschaftlich erfolgreich – eingesetzt. Der 15 Jahre jüngere Nixdorf dagegen konzentrierte sich von Anfang an ausschließlich auf den kommerziellen Sektor. Ein Kooperationsvorhaben zwischen den beiden Unternehmen, die Übernahme von Zuse-Software auf Nixdorf-Rechner, scheiterte, weil Nixdorf von Zuse dafür die Abnahme von Nixdorf-Computern verlangte, die bei der Zuse KG einer Jahresproduktion entsprochen hätte.

## Nixdorf als Sportler
„Ein Leben ohne Begeisterung für Wettbewerb und Wettkampf mit dem Ziel, bessere und beste Leistungen zu erreichen“ konnte sich Nixdorf nicht vorstellen. Dieser Leitspruch führte ihn von Jugend an in den sportlichen Wettkampf und begleitete ihn ein Leben lang. In seiner Jugend hatten sich seine sportlichen Ambitionen auf die Leichtathletik konzentriert und er betonte dies auch mit Stolz in einem Interview:

„Ich war wie mein Vater Kreismeister auf der Mittelstrecke über 1500 Meter. Mein Bruder war Westfalenmeister und erst jetzt – vor wenigen Wochen – wurde der Kreisrekord über 800 Meter gebrochen, den mein Neffe 15 Jahre gehalten hat. Also 60 Jahre lang war meine Familie hier die Nummer eins auf der Mittelstrecke.“

Wenn er sich für eine Sportart entschied, dann betrieb er sie mit Ausdauer und Ehrgeiz. So war er ein erfolgreicher Zehnkämpfer, gehörte noch im Alter von 60 Jahren in der olympischen Starbootklasse zur internationalen Spitze und startete mit der deutschen Olympiamannschaft.
Dabei ging es ihm nicht nur um ihn selbst. So förderte er die olympischen Segellager auf Mallorca und führte damit als erster ein effektives Wintertraining für die deutschen Segelcrews ein. Weiterhin förderte er den Bau des Ahorn-Sportparks, der 1984 auf dem Gelände der ehemaligen Paderborner Deponie in unmittelbarer Nähe zu den Produktionsstätten seiner Nixdorf Computer AG entstand. Hier wurden drei Landesleistungsstützpunkte in Baseball, Leichtathletik und Squash eingerichtet.

## Regionale Initiativen
Nixdorf, der aus persönlicher Überzeugung einen NSU Ro 80 als Zeichen für den technischen Fortschritt fuhr – der Ro 80 hatte als einziges Auto der damaligen Zeit einen Wankelmotor – beklagte immer wieder die schlechte Förderung der ostwestfälischen Region. Um dies zu verbessern, setzte er einen Autobahnanschluss für seine Heimatstadt Paderborn durch, und er forderte von der Landesregierung in Düsseldorf einen Flughafen für Westfalen. Deshalb engagierte er sich zunächst für die Entwicklung des Flughafens Gütersloh, der in den 1980er Jahren dann auch Privatflugzeuge aufnahm. Jedoch scheiterte der Ausbau zu einem regulären, zivilen Flughafen. Gebaut wurde dann auf seine Initiative hin der Flughafen Paderborn/Lippstadt, der seit 2024 nach ihm benannt ist. 1971 ging er in Betrieb und wurde durch das Land Nordrhein-Westfalen mit rund 13,7 Millionen D-Mark bezahlt: Nixdorf hatte damit gedroht, seine Konzernzentrale sonst nach Frankfurt am Main zu verlegen.

## Auszeichnungen, Ehrungen und Sonstiges

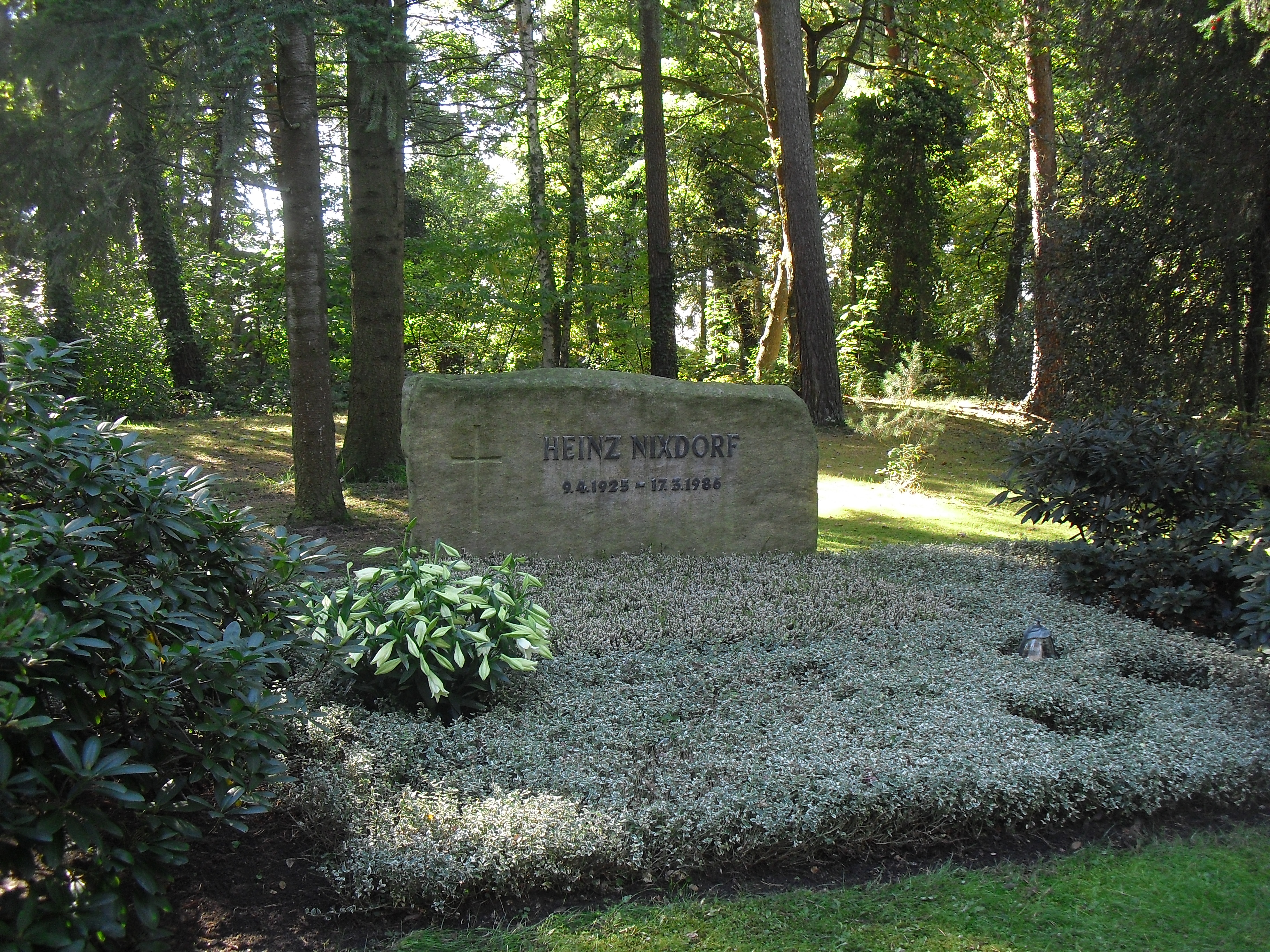
Das Grab Heinz Nixdorfs auf dem Waldfriedhof Schloß Neuhaus (Paderborn)

Am 24. Juni 1981 erhielt er von der damaligen Universität Karlsruhe die Würde eines Ehrensenators. 1983 wurde er als erster Unternehmer von der Ludwig-Erhard-Stiftung mit der Ludwig-Erhard-Medaille für seine Verdienste um die Soziale Marktwirtschaft ausgezeichnet. Die Medaille „soll Männern und Frauen verliehen werden, die sich durch beispielhafte Leistungen für das Gesamtwohl und den Bestand und die Fortentwicklung der Sozialen Marktwirtschaft und der sie tragenden Prinzipien besonders verdient gemacht haben.“
Zwei Jahre später 1985 wurde Nixdorf vom „Industriemagazin“ zum Manager des Jahres gewählt. Im gleichen Jahr wurde er mit der Konrad-Zuse-Medaille für Verdienste um die Informatik im Bauwesen ausgezeichnet.
Die Heinz-Nixdorf-Realschule in Büren (Westfalen), das Heinz-Nixdorf-Berufskolleg in Essen und die Heinz-Nixdorf-Gesamtschule in Paderborn sind nach ihm benannt.
In der Öffentlichkeit war Heinz Nixdorf als scharfer Kritiker unnötiger Bürokratie bekannt. Ein prominentes Beispiel ist eine Stellungnahme seinerseits über die Bundespost:

„Ich wünsche mir nichts sehnlicher als die Privatisierung dieses 500.000 Personen großen Kolosses, der da rum liegt und nichts tut.“

Gemeint war das in den Augen von Nixdorf fehlende Engagement der Deutschen Bundespost, um die Nachrichteninfrastruktur der Bundesrepublik zu verbessern.
Am 19. September 2024 gab der Flughafen Paderborn/Lippstadt bekannt, künftig den Namen Nixdorfs zu tragen. Nixdorf hatte sich zeitlebens stark für den Bau des Flughafens eingesetzt. Diese Würdigung geschah besonders mit Blick auf den 9. April 2025, den 100. Jahrestag der Geburt Nixdorfs. Durch die Benennung des Flughafens nach Heinz Nixdorf ist der Flughafen Paderborn/Lippstadt der erste Flughafen in Deutschland, der den Namen eines Unternehmers trägt.

## Nixdorfs Bedeutung für die Wirtschaft der Bundesrepublik Deutschland
1952 gründete Nixdorf mit 27 Jahren als mittelloser Physikstudent aus wirtschaftlich einfachen Verhältnissen seine erste Computerfirma, die er später als Nixdorf AG zu einem weltweit tätigen Elektronikkonzerns mit knapp vier Milliarden D-Mark Umsatz führte. Seine Vision im aufkommenden Computerzeitalter war die dezentrale Anwendung der Computertechnik in Kleinrechnern. Diese wurden in klar strukturierten Bauformen unter Beachtung des Baukastenprinzips gebaut. Mit diesen Kleinrechnern stieß Nixdorf in einen damals unbegrenzten Markt vor, der ihm über drei Jahrzehnte Wachstumsraten von fast nie unter 20 Prozent bescherte. Dies machte seinen Ruf aus in einem Markt, der zunehmend von außereuropäischer Konkurrenz aus Fernost und den USA beherrscht wurde und in der Wirtschaft der Bundesrepublik Deutschland, dessen Gründungsunternehmer wie Neckermann und Grundig zunehmend nicht mehr mithalten konnte.
Nixdorf führte sein Unternehmen wie ein Patriarch, der seinen Mitarbeitern Verantwortung gab, der aber auch forderte. Auch in der wachsenden Nixdorf AG blieben die für mittelständische Firmen typischen Eigenschaften wie Flexibilität, kurze Wege zwischen Führung und Belegschaft und eine damit entsprechend hohe Motivation der Mitarbeiter erhalten. Die Firma war ganz auf ihn zugeschnitten, auch wenn er nach seinem ersten Herzinfarkt versuchte, Klaus Luft als seinen Nachfolger aufzubauen.
Nixdorf war Unternehmer im klassischen Sinn, der seine Marktchancen sah und zielstrebig umsetzte. Dabei half ihm sein technisches Wissen, technische Entwicklungen zu erkennen, auszunutzen und eventuell auch zu beeinflussen.
Nach seinem plötzlichen Tod sah es zunächst so aus, als ob die Nixdorf AG weiter wachsen könnte wie bisher. Doch dann zeigte sich, dass Nixdorf die Entwicklung auf dem Markt verpasst hatte und ein neues Gerät für diese Lücke fehlte. Die Defizite konnten zunächst noch durch die guten Kontakte der Vertriebsleute zu den Kunden kompensiert werden. Dann jedoch wurde klar, dass Personal Computer mit universeller Software die neue Technik in der Datenverarbeitung wurden. „Wir bauen keine Goggomobile“ so Nixdorfs Kommentar zu der neuen Technik. Der Firmengründer hatte zuvor eine Zusammenarbeit mit Apple abgelehnt und auf sein System 88xx gesetzt.
Der ehemalige Bundeskanzler Helmut Schmidt befand über Nixdorf:

„Er war ein Mann mit vielen Talenten. Er war Zehnkämpfer, er war dynamisch, er war klug. In Paderborn residierte, 1984 war das, immer noch die Primaballerina der europäischen Wirtschaft: Heinz Nixdorf. […] Er war eine Vaterfigur, er war unkonventionell und zugleich bodenständig. Mit fast 30.000 Mitarbeitern weltweit und fast 5 Milliarden D-Mark Jahresumsatz hat Nixdorf das drittgrößte Computerunternehmen in Europa aufgebaut. Er war ein Musterbeispiel für das deutsche Wirtschaftswunder.“

Als den „ideenreichsten und erfolgreichsten Unternehmer der Bundesrepublik“ ordnete Altbundespräsident Richard von Weizsäcker Nixdorf ein.

## Heinz-Nixdorf-Stiftung und Stiftung Westfalen

Logo der Stiftungen

Nixdorf hat testamentarisch bestätigt, dass aus seinem Vermögen die Stiftung Westfalen und die Heinz-Nixdorf-Stiftung gegründet bzw. weiter geführt werden. Das Vermögen der beiden Stiftungen bestand bis 1991 aus den von Heinz Nixdorf gehaltenen Stammaktien im Umfang von 74 Prozent an der Nixdorf Computer AG. Die Stiftungen bürgerlichen Rechts verwalten nun die Erträge aus dieser Unternehmensbeteiligung.

„Die beiden Stiftungen wollen die persönliche Entwicklung des Menschen in seiner Bewusstseinsbildung und seiner Leistungsfähigkeit fördern mit dem Ziel seines Wohlergehens und der Erreichung einer solidarischen Gesellschaft in Freiheit. Daher sind ihre Stiftungszwecke die Bildung, insbesondere die berufliche Aus- und Weiterbildung auf dem Gebiet moderner Technologie, sowie die Wissenschaft, insbesondere auf dem Gebiet der Informationstechnik.“

Langjähriger Vorsitzender der Stiftungen war Gerhard Schmidt, der von 1969 bis 1989 den Aufsichtsrat der Nixdorf Computer AG geleitet hat. Die beiden Stiftungen unterstützen unter anderem das Heinz Nixdorf Institut (HNI) und das Heinz Nixdorf MuseumsForum (HNF) in Paderborn. Das HNI und das HNF sind in Gebäuden der ehemaligen Nixdorf-Hauptverwaltung untergebracht. Weitere Schwerpunkte der Förderungen der beiden Stiftungen sind unter anderem das Heinz Nixdorf Stipendienprogramm zur Förderung der Asien-Pazifik Erfahrung, die Deutsche Kinder- und Jugendstiftung, der Studienkompass, der Deutsche Zukunftspreis des Bundespräsidenten, die Ludwig-Erhard-Stiftung, die Aktionsgemeinschaft Soziale Marktwirtschaft, der Konvent für Deutschland und der Ahorn-Sportpark.

## Privates
Aus der 1960 mit Renate Ring (1935–2022) geschlossenen Ehe gingen drei Söhne hervor. Einer von ihnen ist Martin Nixdorf, der den Vorstandsvorsitz der Heinz-Nixdorf-Stiftung und der Stiftung Westfalen übernahm.
Heinz Nixdorf starb unerwartet im Alter von 60 Jahren am 17. März 1986 auf der Computermesse Cebit an den Folgen eines Herzinfarktes.